# Fauro
Fauro is een eiland in de Salomonseilanden. Het is 71 vierkante kilometer groot en het hoogste punt is 587 meter.
De volgende vleermuizen komen er voor:
- Dobsonia inermis
- Macroglossus minimus
- Melonycteris woodfordi
- Pteropus admiralitatum
- Pteropus woodfordi
- Rousettus amplexicaudatus
- Emballonura nigrescens
- Hipposideros cervinus
- Hipposideros diadema
- Pipistrellus angulatus